# Wölkerkogel
Wölkerkogel är ett berg i Österrike.   Det ligger i distriktet Voitsberg och förbundslandet Steiermark, i den östra delen av landet, 170 km sydväst om huvudstaden Wien. Toppen på Wölkerkogel är 1 706 meter över havet.
Terrängen runt Wölkerkogel är huvudsakligen lite bergig. Närmaste större samhälle är Köflach, 11,5 km öster om Wölkerkogel. 
I omgivningarna runt Wölkerkogel växer i huvudsak blandskog. Runt Wölkerkogel är det ganska tätbefolkat, med 78 invånare per kvadratkilometer.